# Le Gué-de-Velluire
Le Gué-de-Velluire is een gemeente in het Franse departement Vendée (regio Pays de la Loire) en telt 509 inwoners (2004). De plaats maakt deel uit van het arrondissement Fontenay-le-Comte.

## Geografie
De oppervlakte van Le Gué-de-Velluire bedraagt 12,8 km², de bevolkingsdichtheid is 39,8 inwoners per km².
De onderstaande kaart toont de ligging van Le Gué-de-Velluire met de belangrijkste infrastructuur en aangrenzende gemeenten.

## Demografie
Onderstaande figuur toont het verloop van het inwonertal (bron: INSEE-tellingen).

1. ↑  Populations de référence 2022.